# Hermippe (měsíc)

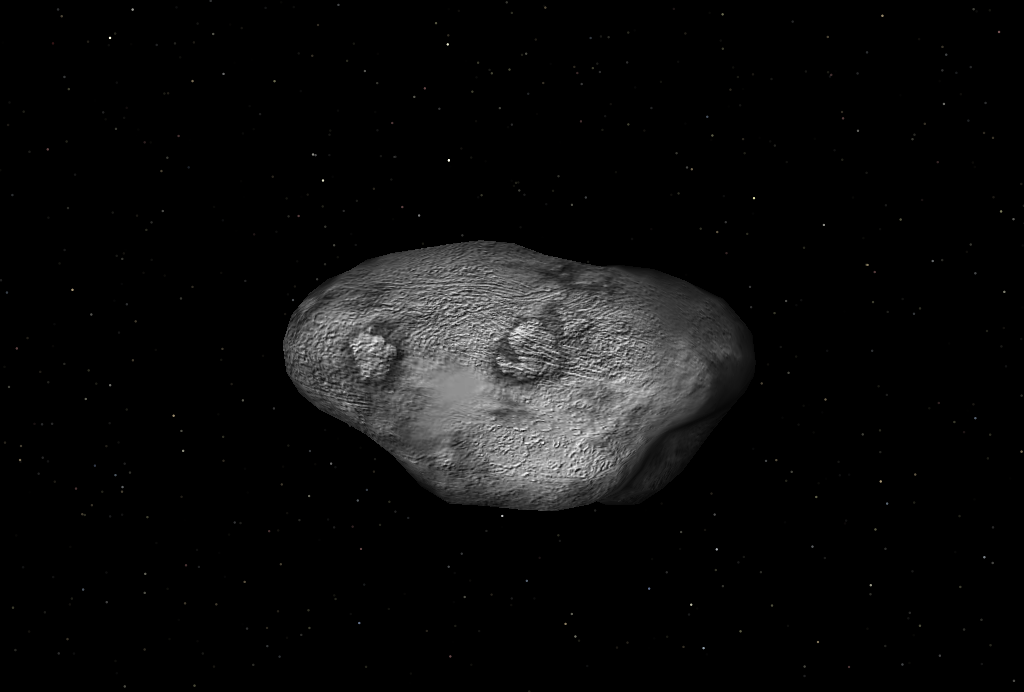
Měsíc Hermippe zobrazený v astronomickém programu Celestia

Hermippe (hər-mip'-ee, IPA: /hɚmɪpi/; řecky Ερμίππη) nebo též Jupiter XXX, je retrográdní přirozený satelit Jupiteru. Byl objeven v roce 2001 skupinou astronomů z Havajské univerzity vedených Scottem S. Sheppardem a dostal prozatímní označení S/2001 J 3, které platilo do srpna 2003, kdy byl definitivně pojmenován.
Hermippe má v průměru asi ~4 km, jeho průměrná vzdálenost od Jupitera činí 21,182 Mm, obletí jej každých 629,8 dnů, s inklinací 151° k ekliptice (149 ° k Jupiterovu rovníku) a excentricitou 0,2290. Hermippe patří do rodiny Ananke.